# 아사히나 아카리
아사히나 아카리(일본어: 朝日奈あかり, 1988년 5월 30일 ~ )는 2008년부터 2015년까지 활동한 일본의 성인 비디오 여배우다.